# Iglesia de San Sebastián (Velamazán)
Las iglesia de San Sebastián es una iglesia-fortaleza románica que se encuentra en Velamazán (Provincia de Soria, Castilla y León, España).
Destaca por situarse sobre la población, a media altura en el cerro en el que se encuentra la Atalaya de Velamazán. Fue construida en el siglo XII junto a una torre de origen bereber que se reaprovechó como campanario considerándose por ello como una iglesia-fuerte.

## Historia
Velamazán perteneció al Marqués de Velamazán que impuso su jurisdicción hasta entrados en el siglo XIX, conservando la villa su gruesa picota. La villa tuvo dos iglesias, la de San Sebastián, románica, y la iglesia parroquial dedicada a la Santa Cruz, construida en el siglo XVII, mucho más suntuosa y de buena arquitectura.
La iglesia de San Sebastián domina el caserío, situada a media altura en el cerro en el que se encuentra la Atalaya de Velamazán. Fue construida en el siglo XII junto a una torre de origen bereber que se reaprovechó como campanario. A principios del siglo XIX la iglesia ya no tenía culto ya que Madoz se refiere a ella como "tuvo otra iglesia de San Sebastián, donde hoy se halla el cementerio público, conservándose todavía la torre".

## Descripción
Se trata de una iglesia-fortaleza construida junto a una torre anterior. La fábrica de la iglesia sería de nave única con ábside semicircular precedido de un tramo recto y arco triunfal apuntado. Posteriormente sería reformada en época gótica dotándola de una nueva cabecera. De la iglesia románica se conserva la portada con arco de medio punto y dos arquivoltas con dos columnas y capiteles zoomorfos. La iglesia ha perdido la techumbre, que debió ser de madera, y es utilizada en la actualidad como cementerio.
La torre-campanario tiene estructura troncopiramidal, de planta cuadrangular, realizada en mampostería bien alineada a diferencia del resto de la edificación y es especialmente fuerte, con gruesos muros. Es la parte en peor estado de la edificación ya que esta parcialmente desmochada, no observándose los vanos de las campanas y ha perdido los sillares de las esquina.